# Citronella philippinensis
Citronella philippinensis là một loài thực vật có hoa trong họ Cardiopteridaceae. Loài này được (Merr.) R.A.Howard mô tả khoa học đầu tiên năm 1940.